# Lukas Schultes
Lukas Schultes, auch Lucas Schultes oder Lukas Praetorius, (* vermutlich 1593 in Augsburg; † 1634 in Nördlingen) war ein deutscher Buchdrucker, Zeitungsherausgeber und Verleger.

## Leben
Der Sohn des Druckers Hans Schultes d. Ä. begann wohl im Alter von 23 Jahren, in Augsburg selbstständig zu drucken. 1617 wurde Schultes wegen des unerlaubten Drucks einer Neuen Zeitung verhört. Im Dreißigjährigen Krieg gelangte er 1624 als Hofbuchdrucker des Grafen Ludwig Eberhard von Oettingen nach Oettingen. Dort gab er ab 1625 eine Wochenzeitung, die Continuation der Augspurger Zeitung, heraus.
Vor den Kriegswirren floh Schultes im Jahr 1632 von Oettingen in die Freie Reichsstadt Nördlingen. In der dortigen Kreuzgasse 4 betrieb er zwei Jahre lang eine Druckerei. Sein Schwerpunkt lag auf dem Druck religiöser Schriften. 1634, im Jahr der Schlacht bei Nördlingen, starb Schultes. Seine Nachfolger führten die Druckerei in der Kreuzgasse bis 1675 weiter.